# 蒼蠅座δ
蒼蠅座δ，又名CP-70 1548，HD 112985、SAO 257000、HR 4923，是蒼蠅座的一颗恒星，视星等为3.62，位于銀經303.8，銀緯-8.69，其B1900.0坐标为赤經12h 55m 23.3s，赤緯-71° -8.69′ 34″。